# Пољана Војнићка
Пољана Војнићка је насељено мјесто у општини Крњак, на Кордуну, Карловачка жупанија, Република Хрватска.

## Историја
Пољана Војнићка се од распада Југославије до августа 1995. године налазила у Републици Српској Крајини. До територијалне реорганизације насеље се налазило у саставу бивше велике општине Карловац.

## Становништво
Пољана Војнићка је према попису из 2011. године имала 18 становника.
| Националност       | 1991. | 1981. | 1971. | 1961. |
| Срби               | 54    | 64    | 90    | 105   |
| Југословени        |       | 2     |       |       |
| Хрвати             |       | 2     | 1     |       |
| остали и непознато |       | 1     |       |       |
| Укупно             | 54    | 69    | 91    | 105   |

| Демографија | Демографија | Демографија |
| Година      | Становника  | Становника  |
| ----------- | ----------- | ----------- |
| 1961.       | 105         |             |
| 1971.       | 91          |             |
| 1981.       | 69          |             |
| 1991.       | 54          |             |
| 2001.       | 26          |             |
| 2011.       |             | 18          |